# Solita de Cordoue
Pour plus de détails, voir Fiche technique et Distribution.
Solita de Cordoue est un film français réalisé par Willy Rozier et sorti en 1946.

## Synopsis
Pierre vit avec son épouse Marie dans un petit village des Landes. Il rêve d'en partir. À l'occasion du passage d'une caravane de gitans, il fait la connaissance de Solita et envisage de poursuivre le voyage avec elle. Il renoncera toutefois à ce projet par amour pour sa femme.

## Fiche technique
- Titre : Solita de Cordoue
- Titre alternatif : Amour de gitane
- Réalisation : Willy Rozier
- Scénario et dialogues : Jean Proal
- Photographie : Raymond Agnel
- Montage : Linette Nicolas
- Musique : Jean Yatove, José Sentis
- Décors : Aimé Bazin
- Son : Lucien Lacharmoise
- Société de production : Sport Films
- Société de distribution : Les Films de Koster
- Pays de production :  France
- Langue de tournage : Français
- Format : Noir et blanc — 35 mm — 1,37:1 — Son : Mono
- Genre : Comédie dramatique
- Durée : 75 minutes (1 h 15)
- Date de sortie :
  - France : 24 avril 1946

## Distribution
- Carmen Torrès : Solita
- Alain Cuny : Pierre
- Blanchette Brunoy : Marie
- Édouard Delmont : le père Dupeyroux
- Roger Bontemps
- Robert Hommet
- Roland Bailly

## À noter
- Dans sa critique publiée dans Le Monde le 26 avril 1946[1], Jean Néry est très sévère pour le film : « Il est de ces films qui délient le vocabulaire du critique, parce que celui-ci est bien forcé de se demander la raison pour laquelle on les a tournés. Solita de Cordoue est de ceux-là. » et il ajoute : « Et de fragmenter l'action à l'extrême ne donne ni plus de vie, ni plus d'intérêt. Simplement quelque fatigue supplémentaire pour le spectateur, hanté, malgré tout, par l'insomnie. »